# ヘルマン・デニス
ヘルマン・デニス（Germán Gustavo Denis, 1981年9月10日 - ）は、アルゼンチン・ブエノスアイレス州出身の元サッカー選手。現役時代のポジションはフォワード。元アルゼンチン代表。

## クラブ経歴
1997年、当時アルゼンチン3部に属していた地元レメディオス・デ・エスカラダのCAタジェレスでデビュー。2000年、ローマス・デ・サモーラ地区に本拠を置く1部のCAロス・アンデスに移籍したが、1年で2部に降格した。2002年にイタリア・セリエBのACチェゼーナに移籍するまで、プリメーラB・ナシオナルでプレーした。
2003年、アルゼンチンに復帰し、アルセナルFCに加入する。2シーズンの間アルセナルでプレーし、2005年にCAコロンに移籍した。2006年夏、アルセナルで指導を受けたホルヘ・ブルチャガ監督のいるCAインデペンディエンテに移籍した。アペルトゥーラ2007では最初の13試合で15得点し得点王に輝いた。
2008年6月、移籍金630万ユーロでイタリア・セリエAのSSCナポリに移籍した。10-0で勝利したオーストリアのUFCイェンナースドルフとの親善試合に初出場しハットトリックを決めた。8月14日、UEFAカップのKFヴラズニア戦で公式戦初得点を決め、SLベンフィカ戦でも得点した。10月29日、レッジーナ・カルチョ戦で移籍後初ハットトリックを達成した。ロベルト・ドナドーニが新たに監督に就任すると、2トップにマルセロ・サラジェタとエセキエル・ラベッシのコンビを起用することが多かったため終盤は出場機会が減少した。
2010-11シーズンにウディネーゼ・カルチョに移籍し、UEFAチャンピオンズリーグ 2011-12プレーオフ・アーセナルFC戦のセカンドレグでプレーした。
2011-12シーズン、新たに昇格してきたアタランタBCにシーズン終了までの期間で貸し出されると、開幕から冬の中断までの間に16試合12得点を記録。2011年11月、その活躍からクラブはレンタル期間終了に伴い完全移籍で買い取るための交渉を開始した。2012年2月26日、ASローマ戦でハットトリックを決め得点数を15に伸ばし、最終的に16得点とクラブ内得点王でシーズンを終えた。6月19日、移籍金非公開の3年契約でアタランタに完全移籍を果たした。
翌2012-13シーズンにも得点を量産。とくにインテルナツィオナーレ・ミラノ戦で活躍を見せ、2012年11月11日のホーム戦では2得点、2013年4月7日のアウェイ戦ではハットトリックを達成した。
2016年2月3日、母国アルゼンチンのインデペンディエンテへ7年半ぶりに復帰した。

## 代表
2010 FIFAワールドカップ・南米予選の最初の2戦であるチリ戦とベネズエラ戦に向け、アルフィオ・バシーレ監督率いるアルゼンチン代表招集され、2007年10月16日のベネズエラ戦でカルロス・テベスに代わり初出場した。
2011年10月2日、2014 FIFAワールドカップ・南米予選最初の2戦であるチリ戦とベネズエラ戦に向け、アレハンドロ・サベーラ監督によって約2年ぶりに招集された。

## タイトル
- アルゼンチンリーグ得点王 : 2007-08A